# بنال وطن (فیلم ۱۹۵۱)
«بنال وطن» (انگلیسی: Cry, the Beloved Country (1951 film)) یک فیلم به کارگردانی زولتان کوردا است که در سال ۱۹۵۲ منتشر شد. از بازیگران آن می‌توان به کانادا لی، چارلز کارسون، و سیدنی پوآتیه اشاره کرد.